# Намбу (Яманаси)

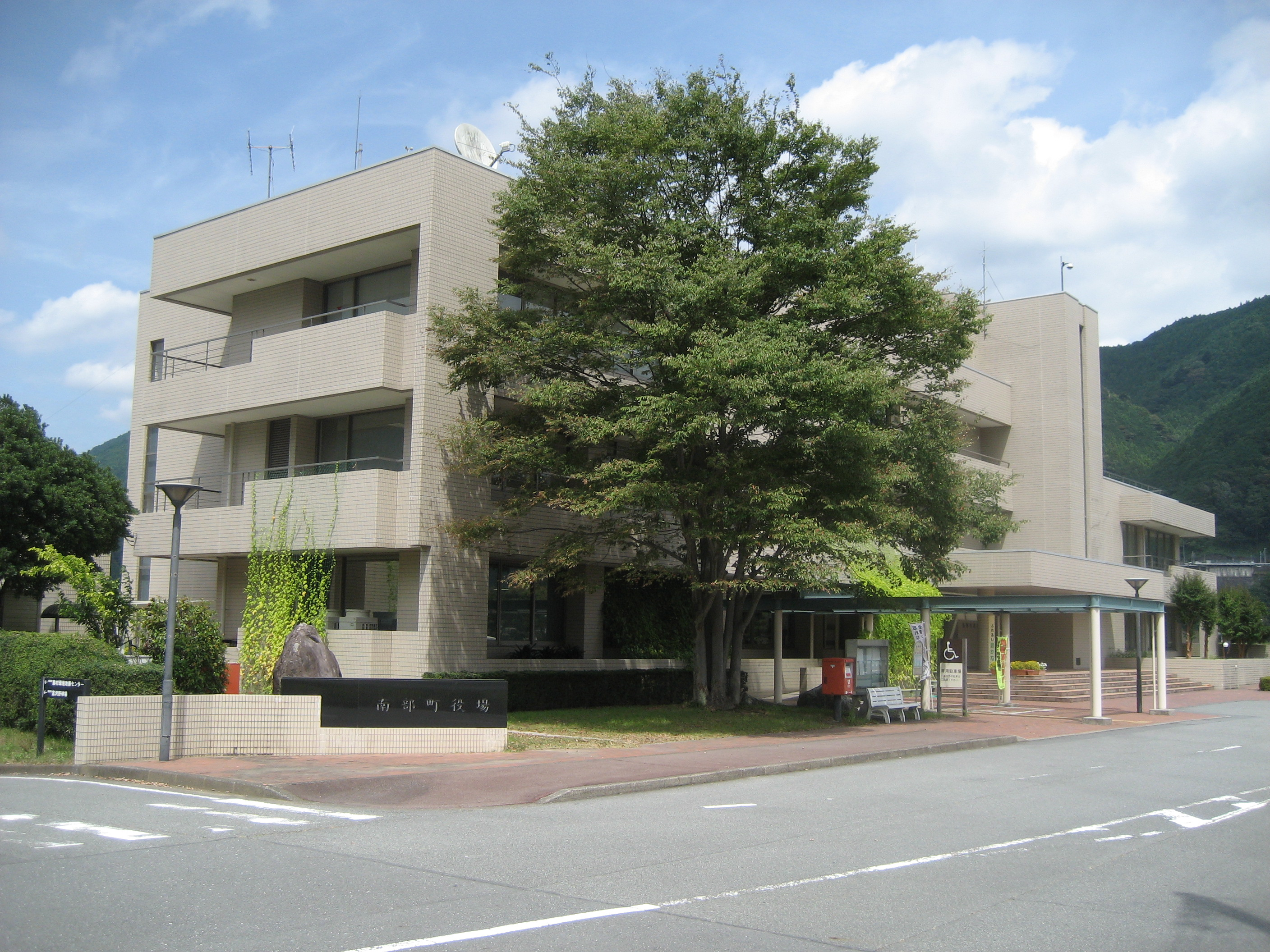
Мэрия посёлка Намбу

Намбу (яп. 南部町 Намбу-тё:) — посёлок в Японии, находящийся в уезде Минамикома префектуры Яманаси. Площадь посёлка составляет 200,63 км², население — 8279 человек (1 августа 2014), плотность населения — 41,27 чел./км².

## Географическое положение
Посёлок расположен на острове Хонсю в префектуре Яманаси региона Тюбу. С ним граничат города Сидзуока, Фудзиномия и посёлок Минобу.

## Население
Население посёлка составляет 8279 человек (1 августа 2014), а плотность — 41,27 чел./км². Изменение численности населения с 1980 по 2005 годы:
| 1980 | 12 465 чел. |  |
| 1985 | 11 959 чел. |  |
| 1990 | 11 826 чел. |  |
| 1995 | 11 437 чел. |  |
| 2000 | 10 863 чел. |  |
| 2005 | 10 254 чел. |  |

## Символика
Деревом посёлка считается Chamaecyparis obtusa, цветком — гортензия, птицей — Zosterops japonicus.